# Novo Ventures
Novo Ventures er Novo Nordisk Fondens ventureselskab. Det hører ind under investeringsselskabet Novo Holdings A/S. Novo Ventures blev etableret i 2000, da Novo Nordisk og Novozymes blev splittet op og Novo Holdings A/S (dengang blot Novo A/S) blev dannet. 
Siden etableringen har Novo Ventures investeret over 10 milliarder kroner i 138 selskaber og frasolgt 44 selskaber med gevinst. Alene i 2016 investerede Novo Ventures 2 milliarder kroner, og selskabets gennemsnitlige årlige afkast har været over 20 pct. de seneste ti år. 
Det gør også Novo Ventures til én af verdens største venturekapitalfonde.

## Baggrund
Novo Ventures har medarbejdere i både København, San Fransisco, Boston og London.
Novo Ventures investerer generelt i selskaber i alle forskellige udviklingsfaser. Der er fokus på seedinvesteringer og start-ups, samt både tidlige og sene ventureinvesteringer i både offentlige og private selskaber. Ledende partner er Thomas Dyrberg, der har været en del af Novo-koncernen siden 1990. 
Novo Ventures har hovedsageligt interesse i at investere i selskaber, der er involveret i udviklingen af ny medicin, nye procedurer for diagnosticering og behandling af sygdomme, udvikling af medicinsk udstyr og instrumenter, biotek, life science, kosttilskud og fødevarer samt udvikling af bæredygtige løsninger for miljøet. 
Investeringerne er oftest i selskaber baseret i Nordamerika og Europa.

## Portefølje
I den aktive portefølje har Novo Ventures i øjeblikket 36 selskaber baseret i USA og 11 i Europa. Ud af de 2,1 milliarder kroner der blev investeret i 2016, gik cirka 300 millioner kroner til Europæiske selskaber, mens de resterende 1,8 milliarder kroner blev investeret i amerikanske selskaber. 
I 2016 blev 8 af Novo Ventures’ porteføljeselskaber børsnoteret.
Porteføljen i 2016 er som følger:
Private selskaber:
- Acacia Pharma
- Allakos
- AnaptysBio
- Anokion
- Battersea Biotech
- Bolt Therapeutics
- Cienna Medical
- Entasis Therapautics
- Epsilon-3 Bio
- E-Scape Bio
- F2G
- Galera Therapeutics
- Kanyos Bio
- Karus Therapeutics
- Minerva Surgical
- ObsEva
- Orphazyme
- Outpost Medicine
- PanOptica
- Procept BioRobotics
- Rgenix
- SI-BONE
- Spruce Biosciences
- Tarsa Therapeutics
- Tarveda Therapeutics
- Tioma
- Unchained Labs
- Unum
- Vantia Therapeutics

Offentlige selskaber:
- Acceleron Pharma
- Apollo
- CoLucid Pharmaceuticals
- Corvus Pharmaceuticals
- CRISPR Therapeutics
- Dermira
- Flexion
- HTG Molecular Diganostics
- Invuity
- iRhythm
- Kalvista Pharmaceuticals
- Merus
- Nabriva Therapeutics
- Ra Pharmaceuticals
- Reata Pharmaceuticals
- Spectranetics
- Verona Pharma
- Xenon Pharmaceuticals